# 陈兴超
陈兴超（1963年2月—），男，汉族，浙江诸暨人，中华人民共和国政治人物。南京航空学院发动机控制工程专业毕业，西北工业大学动力控制专业在职研究生学历。

## 生平
1984年11月加入中国共产党。1985年8月参加工作，历任中国航空工业总公司第六一四研究所第八研究室副主任，人劳处处长，党委副书记，党委书记、副所长。
2006年11月，历任中共江西省景德镇市委常委，市政府党组副书记、副市长（正厅级），吉安市委副书记（正厅级）等职。2011年8月，任中共鹰潭市委书记。2016年11月，任中共江西省委常委。12月，兼任统战部部长。2018年1月，当选第十三届全国政协委员。
2021年11月，不再担任中共江西省委常委。翌年1月，当选为江西省政协副主席。